# Нижній
Ни́жній (рос. Нижний, башк. Түбәнге) — хутір у складі Чишминського району Башкортостану, Росія. Входить до складу Шингак-Кульської сільської ради.
Населення — 188 осіб (2010; 171 в 2002).
Національний склад:
- росіяни — 44 %